# Cercotrichas
A Cercotrichas a madarak osztályának verébalakúak (Passeriformes) rendjébe és a légykapófélék (Muscicapidae) családjába tartozó nem.

## Rendszerezésük
A nemet Friedrich Boie német ornitológus írta le 1831-ben, az alábbi faj vagy fajok tartoznak ide:
- fekete tüskebujkáló (Cercotrichas podobe)[1][2]
- Karoo tüskebujkáló (Cercotrichas coryphaeus vagy Aedonopsis coryphoeus[1] vagy Erythropygia coryphoeus)[2]
- erdei tüskebujkáló (Cercotrichas leucosticta vagy Aedonopsis leucosticta[1] vagy Erythropygia leucosticta)[2]
- szakállas tüskebujkáló (Cercotrichas quadrivirgata vagy Aedonopsis quadrivirgata[1] vagy  	Erythropygia quadrivirgata)[2]
- Miombo tüskebujkáló (Cercotrichas barbata vagy Aedonopsis barbata[1] vagy  	Erythropygia barbata)[2]
- vörhenyesfarkú tüskebujkáló (Cercotrichas galactotes[1] vagy Erythropygia galactotes)[2]
- kalahári tüskebujkáló (Cercotrichas paena[1] vagy Erythropygia paena)[2]
- Hartlaub-tüskebujkáló (Cercotrichas hartlaubi[1] vagy Erythropygia hartlaubi)[2]
- barnásfehér tüskebujkáló (Cercotrichas leucophrys[1] vagy Erythropygia leucophrys)[2]
- barna tüskebujkáló (Cercotrichas signata[1] vagy Erythropygia signata)[2]